# Actephila sessilifolia
Actephila sessilifolia är en emblikaväxtart som beskrevs av George Bentham. Actephila sessilifolia ingår i släktet Actephila och familjen emblikaväxter. Inga underarter finns listade i Catalogue of Life.